# Balancer-Chromosom
Ein Balancer-Chromosom ist ein besonderes Chromosom, das die genetische Forschung mit Drosophila melanogaster von der mit anderen Organismen unterscheidet und ihr einen entscheidenden Vorteil verschafft. Das Balancer-Chromosom verhindert die Rekombination (das Crossing over) bei den Fliegen, so dass rezessiv letale Mutationen als stabile Zuchtlinien gehalten werden können. Balancer-Chromosomen nutzen dadurch den Mechanismus des Balancierten Polymorphismus.
Die Idee der Balancer-Chromosomen geht zurück auf Hermann Joseph Muller, der 1918 entdeckte, dass das Chromosom C1B Rekombination auf dem X-Chromosom unterdrückte. Er fand heraus, dass dieses Chromosom durch verschiedene Inversionen nicht mehr in der Lage ist, Homologe Rekombination mit dem Schwesterchromosom einzugehen. Wenn diese Chromosomen mit einem rezessiven Marker kombiniert werden, stellen sie ein sehr nützliches Werkzeug in der Fliegengenetik dar. In Stämmen und Zuchtlinien mit einem solchen Balancer-Chromosom können nur solche Fliegen überleben, die ein Balancer-Chromosom und auf dem anderen Chromosom die rezessiv letale Mutation tragen. Gäbe es dieses Werkzeug (der Balancer-Chromosomen) nicht, müsste jede neue Generation auf ihren Genotyp hin selektiert werden, um sicherzustellen, dass die Mutation nicht verloren geht. 
Balancer gibt es für die Chromosomen X, 2 und 3. Am effizientesten sind Balancer-Chromosomen, die die Rekombination über die gesamte Länge des Chromosoms unterdrücken. In Fällen, in denen dennoch ein Cross-Over stattfindet, werden fehlerhafte Chromosomen erzeugt, da in den entstehenden Keimzellen große Teile eines Chromosoms doppelt vorhanden oder deletiert sind.
Für X-chromosomale Balancer gilt eine Ausnahme: da die hemizygoten Männchen einen rezessiv letalen Marker nicht überleben würden, weil sie kein gesundes X-Chromosom, sondern stattdessen das Y-Chromosom besitzen, werden für das X-Chromosom beispielsweise Marker verwendet, die keinen letalen, sondern nur einen sterilen weiblichen Phänotyp haben. Dann können weibliche Fliegen entstehen, die einen Doppelbalancer tragen, aber sie können sich nicht fortpflanzen.